# Eugeen Achiel Gerbosch
Eugeen Achiel Gerbosch (Sint-Joost-ten-Node, 8 oktober 1876 – Oostende, 3 april 1951) was een Belgisch kunstschilder, graficus en auteur.

## Levensloop
Gerbosch werkte om den brode bij het Zeewezen in Oostende. Hij was een vriend en leerling van kunstschilder Jan De Clerck.
In 1908 was hij medestichter van de Cercle Artistique d'Ostende. 
Hij was onder meer goed bevriend met James Ensor.
Gerbosch schilderde zeezichten, havengezichten, dorpsgezichten, kanaal- en parklandschappen ook in pastel en aquarel en in grafische technieken. Hij illustreerde Karel Jonckheeres roman Brozen's "Anny" (1932).

## Verzamelingen
- Oostende, Mu.ZEE (ex verz. Museum voor Schone Kunsten Oostende)
- Koninkrijke Musea voor Schone Kunsten van België ( https://fine-arts-museum.be/nl/de-collectie/eugene-achille-gerbosch-ochtendnevel?artist=gerbosch-eugene-achille-1 )

## Boeken
Hij is ook auteur van de boeken:
- Les Morutiers de Flandre (1929, 23p., Uitgeverij Ed. de la Flandre Littéraire)
- Amiraux et corsaires belges (1943, 232p., Uitgeverij Les Oeuvres / Goemaere)
- Pêcheurs de Flandre; Illustrations de l'auteur (1933, 95p., Uitgeverij L'Églantine)

En medeauteur van:
- La Mer du Nord : du Zoute à la Panne : Légendes et réalités de la pêche / photographies de Vincent Vangrunderbeek